# Gråtass får en ny venn
Gråtass får en ny venn (Nederlands:Fergie de kleine grijze tractor) is een Noorse familiefilm uit 2011.
De hoofdrolspeler is Gråtass (Fergie), een filmpersonage gecreëerd door Fantasy Factory A/S in Tønsberg in 1990. Fergie is een kleine grijze tractor van het type Ferguson TE20, ontwikkeld door de Ierse ingenieur Harry Ferguson in 1946. De tractor werd ook wel de Little Grey Fergie genoemd. Fergie is een levende tractor met zijn koplampen als twee ogen. De tractor werd heel populair in Noorwegen en naast de televisieserie verschenen ook een kledinglijn, kinderboeken, cd's en speelgoed. Dit is de tweede film rond de figuur, na Hemmligheten på gården uit 2004.

## Verhaal
De oude tractor Fergie woont op de boerderij samen met Govert, opa en Inge. Omdat Fergie zich eenzaam voelt, bouwt Govert een levende vogelverschrikker Clunky. Tot grote ontevredenheid van Fergie krijgt Clunky meer aandacht dan hij. Twee louche schroothandelaren, Hubert en Hyronymus willen de vogelverschikker stelen en het is aan Fergie om dit te verhinderen.

## Rolverdeling
- Joachim Berg
- Tiril Heide-Steen
- Ole-Kristian Lima
- Dan Robert Thorsen